# ホットサイクル式ローター

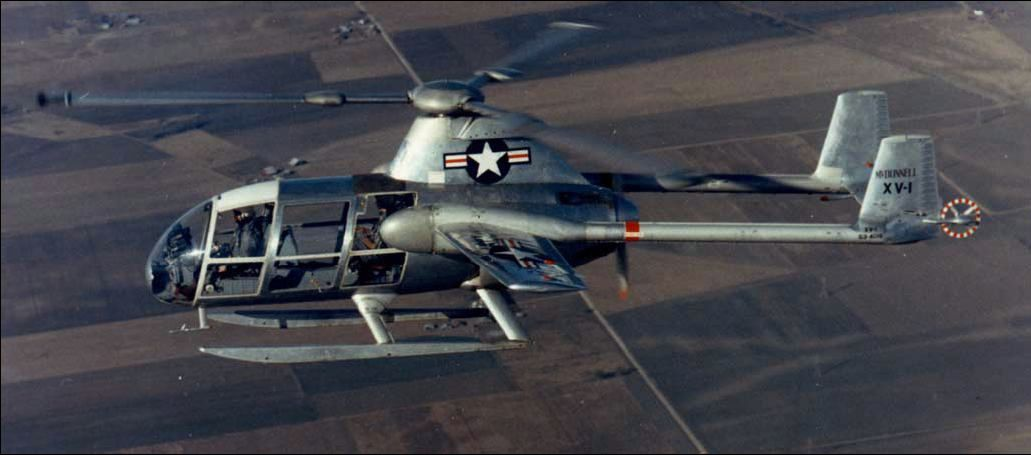
史上初のホット・サイクル方式ヘリコプターであるマクドネル XV-1・コンバーチプレーン（複合ヘリコプター）

ホットサイクル式ローター（ホットサイクルしきローター）は、ヘリコプターや、ティルトローター方式の機体におけるローターの回転方式。

## 概要
ホットサイクル式ローターは、従来のようにピストンエンジンまたはターボシャフトエンジンからの動力を変速および動力伝達機構を介して主回転翼（メイン・ローター）に伝えるのではなく、各種のガスタービンエンジン等からの抽気そのものや、外気と混合してある程度温度を下げた抽気または排気を耐熱・耐圧管などで主回転翼の羽根の先端に導き、先端の散布口から噴射して羽根を回転させる。
回転翼機特有の問題であるトランスミッションなどの複雑な伝達機構による故障頻度や整備性の低下を回避でき、また大きな慣性モーメントを持つ回転体である回転翼の回転に伴う反作用であるトルクの減殺に不可欠となるテールローターの人員接触による殺傷と" テールローターが横風などで失速し効力を失うなど機体自体の安全性を阻害する " 問題である
「テールローターの効果喪失 〔英語版： L oss of  T ail-rotor  E ffectiveness , LTE 〕 
を二重反転式ローターやノーターのような複雑な機構を使わずに回避できるという長所がある。
反面、高圧・高温空気にさらされる機体または回転翼の内部配管の腐食や高圧による破損等の問題がつきまとう。1950年代から幾つかの機体試作が行われたものの、2018年現在で実用機は皆無である。
なお、類似の形式として、チップジェットと呼ばれる駆動方式も存在した。これは、タービンエンジンからの排気を配管で回転翼の羽根の翼端に導くのではなく、回転翼の翼端に直接ラムジェットエンジンなどの推進装置を取り付けて推力にて羽根を回転させることで反トルクを生じさせないようにするものである。しかしながら、ラムジェット特有の安定稼動能力の不足や燃料消費に対する同供給の困難に伴う問題による低い航続力など様々な技術上の問題も抱えていたため、ガスタービンエンジン (ターボシャフト・エンジン）の一般化によって姿を消した。
この理論を更に推し進めたのが、羽根 (ブレード)先端から圧縮空気を噴出することで仮想的な翼形を生成し、それを用いる方式の研究機、シコルスキー Xウイング（社内名称 S-72）である。

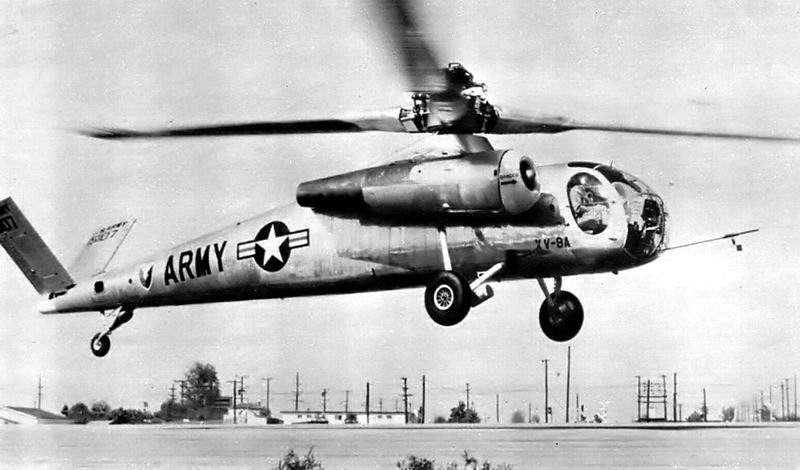
ヒューズ XV-9
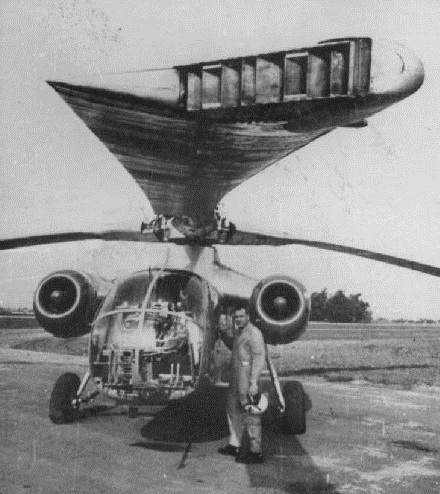
回転翼の羽根の先端部分配器と散布口〔ディフューザー〕拡大。高圧高温ガスによる特に長大な回転翼の羽根内の導風管の腐食問題や、噴出ガス騒音による音響金属疲労を、当時の材料工学では解決出来なかった。
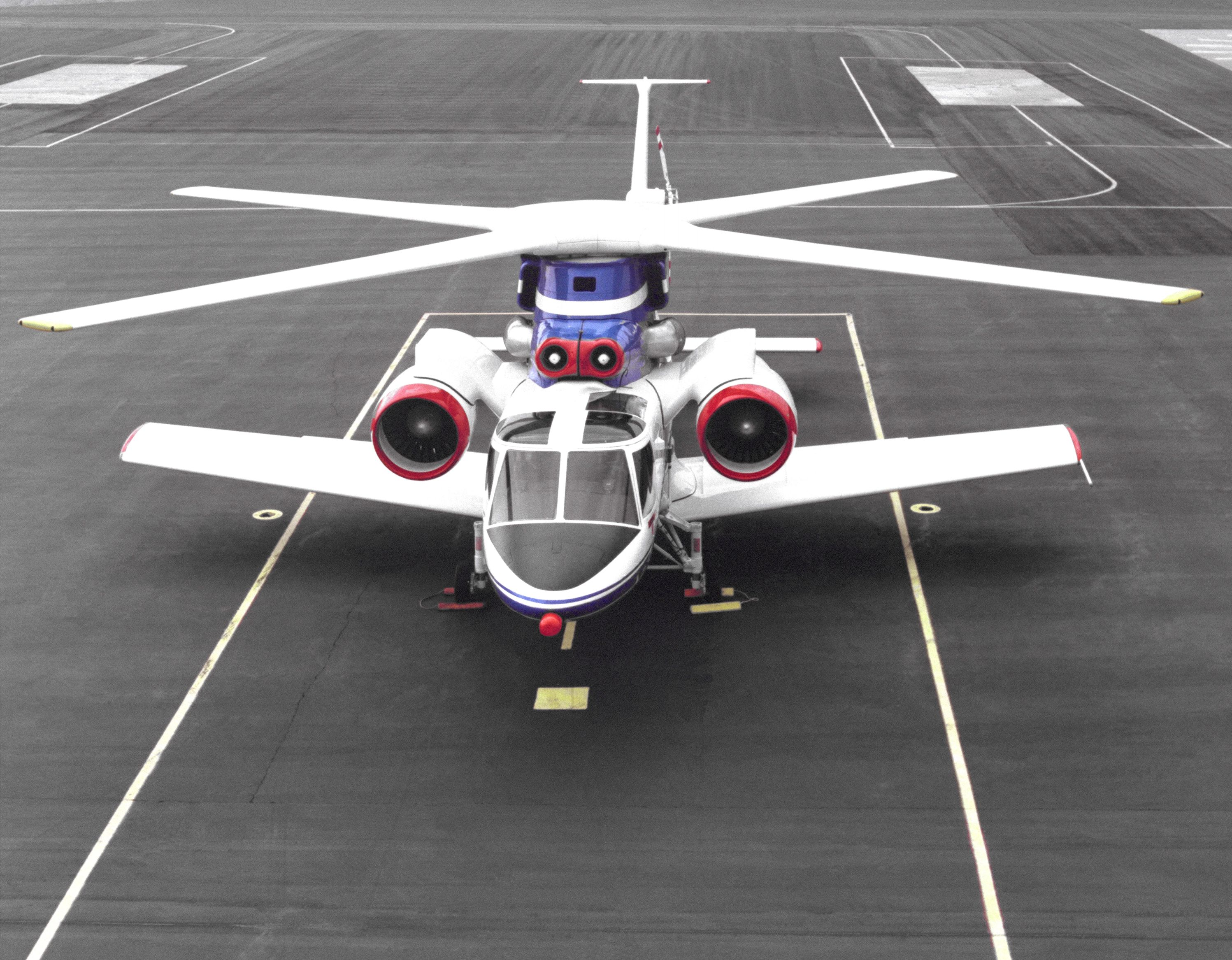
4枚羽根のX字翼 (「回転翼」兼用) を装備したS-72）

## チップジェットとの概念の競合と相違
ホットサイクル機構は、回転翼の各々の羽根の先端からの高温高圧のガス、もしくは圧縮空気の噴き出しにより回転翼を駆動するという特徴の一致から、しばしばチップジェットと混同され同一視されがちであるが、両者の間には噴出口への出力の経路と機構に相違点がある。
たとえばヒラー YH-32 ホーネットは簡素なラムジェットを回転翼羽根の翼端に装備し、その推力で回転翼を駆動する。
このため、ホットサイクル機構の定義である、機体の胴体内部もしくは胴体側面にポッド式に装備したターボジェットエンジンあるいはターボファンエンジンからの抽気を回転翼の羽根に導く配管と構造は存在せず、チップジェットという回転翼の駆動形式の全てがホットサイクル機構に該当するわけではない という概念の競合部分とその相違点に注意する必要がある。
|                      |                      |                      |                      |                      |                      |  |  | チップジェット     |                    |                    |                    |                    |                    |  |  |                                          |                                          |                                          |                                          |                                          |                                          |
|                      |                      |                      |                      |                      |                      |  |  |                    |                    |                    |                    |                    |                    |  |  |                                          |                                          |                                          |                                          |                                          |                                          |
|                      |                      |                      |                      |                      |                      |  |  |                    |                    |                    |                    |                    |                    |  |  |                                          |                                          |                                          |                                          |                                          |                                          |
| 翼端ラムジェット機構 | 翼端ラムジェット機構 | 翼端ラムジェット機構 | 翼端ラムジェット機構 | 翼端ラムジェット機構 | 翼端ラムジェット機構 |  |  | ホットサイクル機構 | ホットサイクル機構 | ホットサイクル機構 | ホットサイクル機構 | ホットサイクル機構 | ホットサイクル機構 |  |  | その他の機構：駆動軸による圧縮機駆動など | その他の機構：駆動軸による圧縮機駆動など | その他の機構：駆動軸による圧縮機駆動など | その他の機構：駆動軸による圧縮機駆動など | その他の機構：駆動軸による圧縮機駆動など | その他の機構：駆動軸による圧縮機駆動など |
| 翼端ラムジェット機構 | 翼端ラムジェット機構 | 翼端ラムジェット機構 | 翼端ラムジェット機構 | 翼端ラムジェット機構 | 翼端ラムジェット機構 |  |  | ホットサイクル機構 | ホットサイクル機構 | ホットサイクル機構 | ホットサイクル機構 | ホットサイクル機構 | ホットサイクル機構 |  |  | その他の機構：駆動軸による圧縮機駆動など | その他の機構：駆動軸による圧縮機駆動など | その他の機構：駆動軸による圧縮機駆動など | その他の機構：駆動軸による圧縮機駆動など | その他の機構：駆動軸による圧縮機駆動など | その他の機構：駆動軸による圧縮機駆動など |

## 類似機構（冷風型チップジェット）
冷風型チップジェット（「コールドサイクル式」とも、後述）の、上記の分類図における該当区分は以下のとおり。
- 右端〔青〕= その他の機構：駆動軸による圧縮機駆動など

なお、その他の区分にはターボシャフトエンジン、およびレシプロエンジン の軸馬力より圧縮機を駆動させる機構を含む ( レシプロエンジン駆動ジェット )。
マクダネル XV-1は圧縮機をレシプロエンジンで駆動し、一方で VFW・フォッカー H-3 スプリンターやシュド・ウエスト SO.1221 ジン などは、ターボシャフトエンジンの軸馬力で遠心式圧縮機を駆動し、その圧縮空気（冷風）を用いる方式で、コールド（エア）・チップジェット ( Cold "air" tip-jet , コールドサイクル式 ) とも称される。
ホットサイクル式や、翼端ラムジェットのように、"熱い" 燃焼ガス を用いないので、機体内の配管、あるいは回転翼内の配管の熱による材料疲労から逃れられ、耐圧のみを考えればよいので強度的に楽になる。
また、燃料消費が "ホット" 燃焼ガス を用いる方式より抑えられるという利点がある。
反面、発動機の軸馬力で直接回転翼を駆動する通常ヘリコプターや、ターボジェットやターボファンエンジンの排出ガスを直接噴出させる "ホット"エア噴出型のチップジェットに比較して、圧縮機を介することによる機械的な効率損失や、冷たい「単なる圧縮空気圧」による回転翼駆動による "効率低下" (出力損失、他の駆動型式のヘリコプターに同じ発動機を搭載した場合に比較して小さな機体規模、重量が軽い機体になる）があり、大型化が難しいという限界があり、その後の各国での開発が終息した状況にある。
「シュド・ウエスト SO.1221」は、並列2座の乗員・乗客室区画（キャビン）の後方にターボシャフトエンジンのチュルボメカ アルトウステの軸馬力を用いて圧縮機を駆動させる "ターボコンプレッサー・エンジン" を搭載し、この機の主回転翼（ローター）は、羽根部（ブレード）の先端から噴出される圧縮空気噴流〔 冷風駆動 、 コールドサイクル 、冷走魚雷 に類以 〕で回転した。
したがってトルクを発生しない主回転翼（ローター）回転機構のため、反トルク用のテールローターを必要とせず、この機の剥き出しの尾部支持部（ブーム）には2枚の尾翼と方向舵しかなかった。

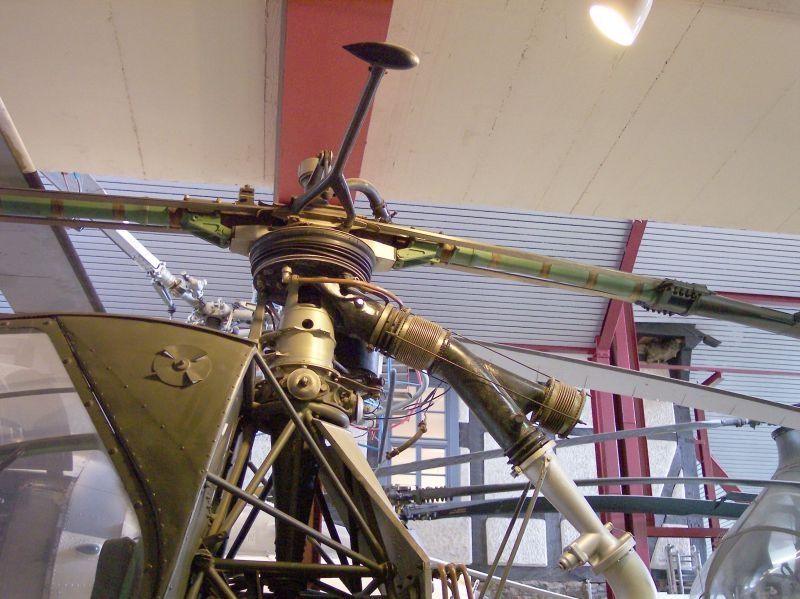
ローター部の詳細
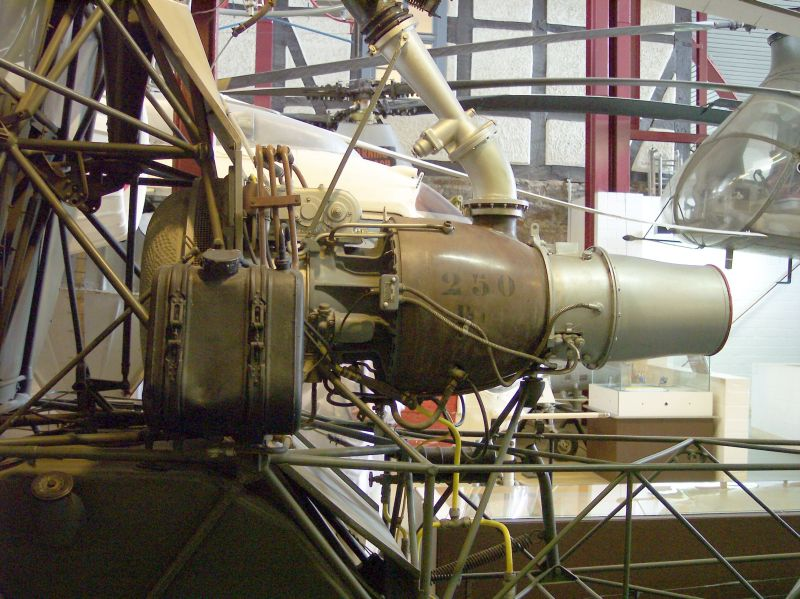
ターボ・コンプレッサー
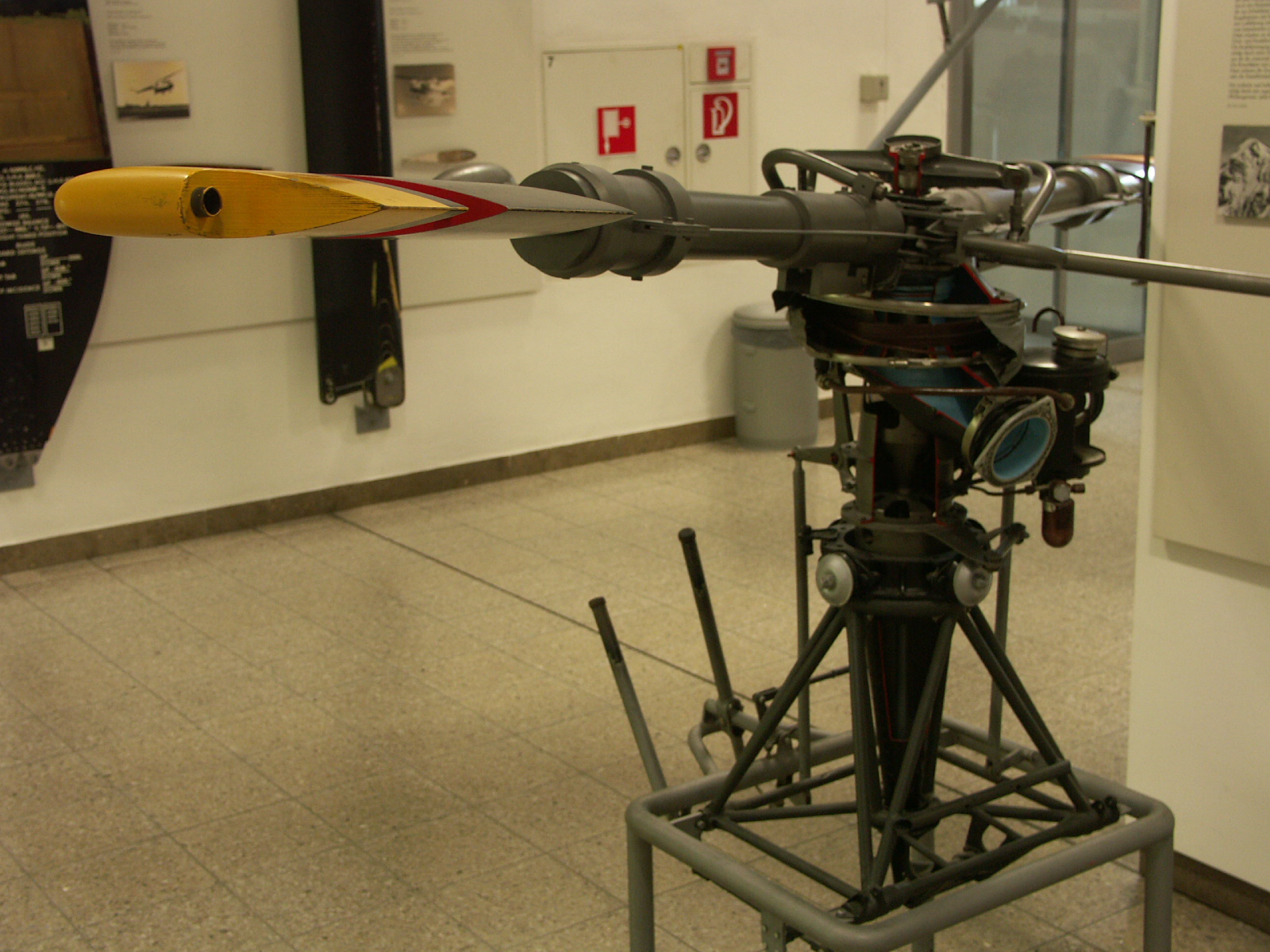
ローターマストとブレード